# Basananthe pedata
Basananthe pedata je biljka iz porodice Passifloraceae, roda Basananthe. Sinonim za ovu biljku je Tryphostemma pedatum Baker f.
Raste u Južnoj Africi.

## Vanjske poveznice
- Basananthe na Germplasm Resources Information Network (GRIN)  Arhivirana inačica izvorne stranice od 5. svibnja 2009. (Wayback Machine), SAD-ov odjel za poljodjelstvo, služba za poljodjelska istraživanja.